# Elezioni parlamentari in Giappone del 1946
Le elezioni parlamentari in Giappone del 1946, le prime dalla fine della seconda guerra mondiale, si tennero il 10 aprile per il rinnovo della Camera dei rappresentanti. In seguito all'esito elettorale, Shigeru Yoshida, esponente del Jiyūtō, divenne Primo ministro.
Per la prima volta le donne giapponesi ebbero il diritto di votare. 39 furono quelle elette alla Camera dei rappresentanti, numero rimasto imbattuto fino alle elezioni del 2005.
Secondo la legge elettorale allora vigente, gli elettori potevano esprimere uno, due o tre voti a seconda del numero di seggi spettanti alla propria circoscrizione. I votanti furono 26.582.175.

## Contesto
Il primo ministro Kijūrō Shidehara, nominato dall'imperatore Hirohito nell'ottobre 1945, sciolse la Camera dei rappresentanti nel dicembre 1945. Shidehara aveva collaborato con il generale alleato Douglas MacArthur per attuare una nuova Costituzione e altre riforme politiche nel paese occupato.
Nei mesi successivi alla guerra, il caucus del Taisei Yokusankai si sciolse e tre grandi partiti politici emersero nella Dieta, vagamente basati sui grandi partiti che si erano presentati alle elezioni del 1937. Il Partito Liberale (Jiyūtō) era composto principalmente da ex membri del Rikken Seiyūkai, mentre il Partito Progressista era composto principalmente da ex membri del Rikken Minseitō e il Partito Socialista era composto principalmente da ex membri dello Shakai Taishūtō.
Per le prime elezioni democratiche del secondo dopoguerra fu concesso anche alle donne giapponesi il diritto di voto e 39 di loro furono elette in cariche pubbliche. D'altro canto, ai taiwanesi e coreani presenti sul territorio giapponese fu proibito di partecipare al voto.
Il sistema elettorale utilizzato era un tipo speciale di voto limitato con una grandezza distrettuale che variava generalmente da 6 a 23, molti partiti (solitamente da 4 a 7 o più) eleggevano rappresentanti in quasi tutti i distretti.
Vinse il Partito Liberale col 24,36% dei voti, poco dopo, ci fu un breve tentativo di mantenere in vita il governo di Shidehara facendolo entrare nel Partito Progressista, a cui gli altri partiti principali si opposero. I liberali e i progressisti concordarono di formare un governo sotto la guida del leader liberale Ichiro Hatoyama il 2 maggio successivo, ma questi fu prontamente espulso due giorni dopo e venne formato un nuovo governo sotto la guida del ministro degli Esteri Shigeru Yoshida, che divenne ufficialmente primo ministro del Giappone il 22 maggio 1946.

## Risultati
| Liste                             | Voti       | %     | Seggi |
| --------------------------------- | ---------- | ----- | ----- |
| Partito Liberale                  | 13 505 746 | 24,36 | 141   |
| Partito Progressista del Giappone | 10 350 530 | 18,67 | 94    |
| Partito Socialista Giapponese     | 9 924 930  | 17,90 | 93    |
| Partito Comunista Giapponese      | 2 135 757  | 3,85  | 5     |
| Nihon Kyōdōtō                     | 1 799 764  | 3,25  | 14    |
| Altri                             | 6 488 032  | 11,70 | 38    |
| Indipendenti                      | 11 244 120 | 20,28 | 81    |
| Vacanti                           | –          | –     | 2     |
| Totale                            | 55 448 879 | 100   | 468   |

1. ↑  Non furono assegnati i seggi spettanti a Okinawa, sotto amministrazione militare americana